# Cepoy
Cepoy è un comune francese di 2 458 abitanti situato nel dipartimento del Loiret nella regione del Centro-Valle della Loira.

## Storia

### Simboli
Il comune ha ripreso il blasone della famiglia Bouvier de La Motte, marchesi di Cepoy.

## Società

### Evoluzione demografica
Abitanti censiti